# Glencairn
Glencairn ist ein kleiner Küstenort in den nordöstlichen Highlands von Schottland in der Grafschaft Caithness am nördlichen Ende von Schottland.
Ganz in der Nähe befinden sich die Begräbnisstätten der Highland Chiefs die grauen Cairns von Camster, die auf etwa 4500 Jahre zurückdatiert werden. Als bedeutender Sohn von Glencairn gilt der Unterzeichner der amerikanischen Unabhängigkeitserklärung für Britannien, Richard Oswald.
Viele Ortsnamen in dieser Region, wie zum Beispiel Camster, Feswick, Keiss, Lybster, und Scrabster, zeugen noch heute von der Invasion der Wikinger, die sich aufgrund der engen Meerzungen gerne dort niederließen. Auch viele Familiennamen in der näheren Region zeugen noch heute von der damaligen Besiedlung durch die Wikinger.
Ein beliebtes Souvenir oder Spaßgeschenk für Schottlandfreunde ist der Titel eines Laird of Glencairn, der angeblich durch den Kauf von Landbesitz erworben werden kann. Dabei spiele es keine Rolle, wie groß dieses Stück Land sei. Bei den zahlreichen Angeboten, die im Internet zu finden sind, kauft der Kunde jedoch kein Land, sondern lediglich eine Urkunde und eine Plastikkarte, denn eine vermögensrechtlich wirksame Eintragung in ein Grundbuch wird nicht vorgenommen. Ein tatsächlicher Erwerb des Titels eines Laird (Landbesitzer) findet daher nicht statt. Vielmehr ist ein richtiger Laird-Titel an den Kauf eines vollständigen Landgutes gebunden und daher selten unter 100.000 £ zu haben. Die britische Botschaft in den USA sah sich deshalb genötigt, US-amerikanische Staatsbürger vor der Wahrnehmung dubioser Angebote zu warnen.